# Gina Holden
Gina Holden (n. 17 de marzo de 1975) es una actriz y exmodelo canadiense.

## Primeros años
Holden nació en la pequeña ciudad de Smithers, Columbia Británica, y se mudaba seguido mientras crecía. Con cada mudanza, Holden se unía a cualquier grupo comunitario en que pudiera seguir su pasión por la actuación. A los quince años de edad, fue contratada como modelo. Holden se mudó a Japón para comenzar su carrera, Holden estudió la cultura japonesa y rápidamente hizo de Japón su segundo hogar. Aunque Japón fue su gran oportunidad, modelar nunca fue su pasión y se limitó a utilizarlo como un trampolín para cosas mayores.

## Carrera de actuación
Ha interpretado a Dale Arden en la serie Flash Gordon, a Coreen Fennel en Blood Ties, y a Shea Allen en la serie Harper's Island. También fue estrella invitada de la serie de The CW Life Unexpected, e interpretó a Joyce Dagen en Saw 3D de 2010.

## Filmografía
| Año  | Título                         | Rol                            | Notas                                            |
| ---- | ------------------------------ | ------------------------------ | ------------------------------------------------ |
| 2002 | Roughing It                    | Louise                         | Película de TV                                   |
| 2004 | Perfect Romance                | Estudiante nerviosa            | Película de TV                                   |
| 2004 | The L Word                     | Nueva Chica en 'Milk'          | Episodio: "Pilot"                                |
| 2005 | The L Word                     | Twink                          | Episodio: "Lynch Pin"                            |
| 2005 | Los 4 Fantásticos              | Recepcionista de Louis Vuitton |                                                  |
| 2005 | The Dead Zone                  | Aubrey Henderson / Chrystal    | Episodio: "The Last Goodbye"                     |
| 2005 | Supernatural                   | Haley Collins                  | Episodio: "Wendigo"                              |
| 2005 | Killer Instinct                | Angela Wilkins                 | Episodio: "Die Like an Egyptian"                 |
| 2005 | LTD.                           | Sam                            |                                                  |
| 2005 | Reunion                        | Rachel Scofield                | 5 Episodios                                      |
| 2005 | Da Vinci's City Hall           | Claire                         | 12 Episodios (2005–2006)                         |
| 2006 | Final Destination 3            | Carrie Dreyer                  | Papel Secundario                                 |
| 2006 | Man About Town                 | Asistente joven                |                                                  |
| 2006 | Psych                          | Bethany Cadman                 | Episodio: "Speak Now or Forever Hold Your Piece" |
| 2006 | The Butterfly Effect 2         | Amanda                         | Video                                            |
| 2006 | Murder on Spec                 | Diana Coles                    | TV movie                                         |
| 2007 | Code Name: The Cleaner         | Young Assistant                |                                                  |
| 2007 | Battle in Seattle              | Manifestante #4                |                                                  |
| 2007 | Aliens vs. Predator: Requiem   | Carrie Adams                   |                                                  |
| 2007 | Blood Ties                     | Coreen Fennel                  | 21 Episodios (2007–2008)                         |
| 2007 | Flash Gordon                   | Dale Arden                     | 21 Episodios (2007–2008)                         |
| 2008 | Smallville                     | Patricia Swann                 | Episodio: "Traveler"                             |
| 2008 | Christmas Cottage              | Hope Eastbrook                 | Vídeo                                            |
| 2009 | Messages Deleted               | Millie Councel                 |                                                  |
| 2009 | Screamers: The Hunting         | Lt. Victoria Bronte            | Vídeo                                            |
| 2009 | Harper's Island                | Shea Allen                     | 13 Episodios                                     |
| 2009 | Flashpoint                     | Rachel Simpson                 | Episodio: "The Farm"                             |
| 2010 | Legend of the Seeker           | Lucinda/Dennee Amnell          | Episodio: "Resurrection"                         |
| 2010 | Life Unexpected                | Trina Campbell                 | Episodio: "Truth Unrevealed"                     |
| 2010 | Saw 3D                         | Joyce Dagen                    |                                                  |
| 2011 | R.L. Stine's The Haunting Hour | Anna Coleman                   | Episodio: "The Walls"                            |
| 2011 | Dear Santa                     | Jillian                        |                                                  |